# Deilephila porcus
Deilephila porcus är en fjärilsart som beskrevs av Anders Jahan Retzius 1783. Deilephila porcus ingår i släktet Deilephila och familjen svärmare. Inga underarter finns listade i Catalogue of Life.